# 森哲郎
森 哲郎（もり てつろう、1928年 - 2008年7月9日）は、日本の漫画家。愛知県名古屋市出身。本名は正衛（＝まさもり）。

## 人物
社会派漫画を数多く執筆し、日中友好運動、日朝友好運動にも尽力した。
元暴走族・やくざ、現在作家、ライター、コメンテーター、ジャーナリストである中野ジローは息子である。
主な弟子に、はらたいらがいる。

## 経歴
- 1953年 東海新鋭漫画集団を結成。
- 1955年 文春漫画読本連載作品『大将さん』でデビュー。
- 1960年 上京。1962年、手塚治虫らと長編漫画研究会を結成した。
- 週刊漫画創刊以降、『サラリーマン太閤記』を15年間連載した。
- 1977年 中核派と革マル派との内ゲバに関連した、いわゆる水本事件を題材とした『権力犯罪・水本事件』を執筆した。しかし、革マル派寄りの記述であることと、一方の当事者である中核派の主張を考慮していなかったことを中核派に追及され、同書の絶版を表明した[1]。
- 1980年 日本初の「中国現代マンガ展」の開催に尽力。
- 1992年 北京での「中日友好マンガ展」開催のために尽力。
- 2008年7月9日 胃癌のため死去。79歳没。

## 主な作品
- 劇画・日本国憲法（リサーチ出版）
- 劇画・秩父事件（リサーチ出版）
- 権力犯罪・水本事件（リサーチ出版）- 一方の当事者である中核派の主張を検証していないことを自己批判し、同書の絶版を表明。
- 劇画・ヌマさん物語―人間・浅沼稲次郎伝（満江紅）
- 堀川まんが図鑑（鳥影社）
- まんが市川房枝物語（明石書店）
- マンガ『論語』完全入門（講談社）
- マンガ 孫子の兵法（ゴマブックス）
- 抗日漫画戦史－中国漫画家たちの15年戦争(日中クリエイト)

## 脚註
1. ↑  奥村陽一、矢島治雄『ねつ造された水本事件　これがカクマルの正体だ』（前進社)